# Ajania myriantha
Ajania myriantha là một loài thực vật có hoa trong họ Cúc. Loài này được (Franch.) Ling ex C.Shih mô tả khoa học đầu tiên năm 1979.